# Династия (сезон 3)
Третий сезон американского телесериала «Династия» (англ. Dynasty) выходил в эфир канала ABC с 29 сентября 1982 по 20 апреля 1983 года. Всего в сезоне 24 эпизода.

## Сюжет

### Отснятый вариант
Появление таинственного незнакомца по имени Майкл Торрэнс вносится сумятицу в жизнь семейства Кэррингтонов — каково же их удивление, когда выясняется, что Майкл — давно пропавший сын Блэйка и Алексис, Адам Кэррингтон, похищенный много лет назад. Сейчас повзрослевший Адам претендует на состояние Кэррингтонов, хотя Алексис пытается разрушить жизнь Блэйка, его компанию и отомстить Кристл. Фэллон и Кристл наконец уладили свои разногласия, что выводит Алексис из себя.
Вскоре после развода с Фэллон, Джефф женится на Кирби Андэрс — дочери дворецкого Джозефа. А из-за приезда профессионального теннисиста Марка Дженнингса, бывшего мужа Кристл, у женщины и Блэйка возникают проблемы в личной жизни. А виной всему Алексис, разыскавшая Марка под предлогом того, что их развод с Кристл не был законным.
На одной из вышек в Индонезии, где работал Стивен происходит несчастный случай, из-за которого сильно пострадало лицо молодого человека. Теперь его родственники уверены в том, что он погиб, однако благодаря пластической хирургии у Стивена появляется новое лицо, и вскоре он возвращается в Дэнвер к родным.
Адам пытается отравить Джеффа химикатами, и под действием яда он передаёт свою долю в «Дэнвер-Кэррингтон» Алексис. Тогда бывшая миссис Кэррингтон и Блэйк вступают в ожесточённую схватку за нефтяную империю, а на политической арене Дэнвера появляется конгрессмен Нил МакВэйн, у которого спрятаны свои скелеты в шкафу…

### Альтернативный вариант
Продюсеры Боб и Эйлин Поллок опубликовали возможное развитие событий, а также планы авторов сериала относительно сюжетов. Сэмми Джо должна была появиться гораздо позже, а персонаж Сесила умирал в премьерном эпизоде сезона — если бы актёр не был доступен для съёмок, его персонаж был бы убит за кадром. На момент съёмок сезона, авторы не планировали больше возвращать персонаж Клаудии в будущих сезонах. Смерть Кейт Торрэнс должна была сниматься в госпитали Биллингс; Блэйка должен был спасти вертолёт спасателей; именно Клаудия в изначальном варианте сценария украла малыша Джеффа и Фэллон; в случившемся Фэллон винит Джеффа, а Блэйк спасает малыша Эл-Би; альтернативные названия нового отеля «Eldorado» и «Xanadu» вместо «Ля Мираж»; реакция Кристл на увлечение Фэллон проектом нового отеля оказалась бурной и негативной — она назвала её эгоистичной и избалованной; отношения Блэйка и Джеффа должны были стать более натянутыми из-за неудачного брака юноши с Фэллон и его перехода в «КолбиКо»; Рашид Ахмед просил в долг денег у Алексис, а Фэллон пригласила его участвовать в открытии отеля; Фэллон должна была столкнуться с рядом проблем — своенравным менеджером отеля и гангстерами, предлагавшими услуги поставщиков; Блэйк должен был рассказать Адаму и Фэллон, что они брат и сестра, а не Алексис, как это случилось в итоге; после того, как Джефф приказывает Адаму ничего не предпринимать против «Денвер-Кэррингтон», Алексис пытается переманить молодого человека на свою сторону, соблазнив его, но он отвергает женщину; тогда Адам вспоминает реальный случай отравления посла США в Риме; узнав о плане Адама, Алексис поддерживает сына в попытке отравить Джеффа химикатами; Фэллон и Алексис вместе строят план о возвращении Марка в жизнь Кристл, и именно девушка подстраивает встречу супругов, а не Алексис; Кристл же впервые видит бывшего мужа, когда тот играет в теннис вместе с Блэйком; Кристл сразу же рассказывает Блэйку о недействительном разводе с Марком; Нила МакВэйна сначала звали Лестер Варни (англ. Lester Varney)

## В ролях

### Основной состав
- Джон Форсайт — Блейк Кэррингтон
- Линда Эванс — Кристл Кэррингтон
- Джоан Коллинз — Алексис Колби
- Памела Сью Мартин — Фэллон Кэррингтон Колби
- Джек Колман — Стивен Кэррингтон
- Ллойд Бочнер — Сесил Болдуин Колби
- Гордон Томсон — Адам Кэррингтон
- Джон Джеймс — Джефф Колби
- Памела Беллвуд — Клаудия Блейсдел
- Ли Берджер — Джозеф Андерс
- Кэтлин Бэллер — Кирби Андерс
- Джеффри Скотт — Марк Дженнингс
- Хизер Локлер — Сэмми Джо Дин Кэррингтон

### Приглашённые звёзды
- Питер Марк Ричман — Эндрю Лэрд
- Кабир Бэди — Фарук Ахмед
- Эр Джей Армстронг — Альфред Граймс
- Роберт Симмонс — Доктор Джонас Эдвардс
- Вирджиния Хокинс — Джаннетт Роббинс
- Пол Бёрк — Нил МакВейн
- Джейм Хонг — Доктор Чен Линг
- Сэлли Кэмп — Марша
- Киа Чин — Сестра Агнес
- Дэвид Хэдисон — Сэм Декстер
- Грант Гудив — Крис Диган
- Бэтти Харфорд — Хильда Ганнерсон
- Кристин Бэлфорд — Сьюзан Фаррагут

## Описание эпизодов
| № | №  | Название / Оригинальное название                  | Режиссёр                    | Сценарист                       | Премьера в США   |
| --- | -- | ------------------------------------------------- | --------------------------- | ------------------------------- | ---------------- |
| 38 | 1  | «The Plea / Признание»                            | Ирвинг Джей Мур             | Эдвард Дэ Бласио                | 19 сентября 1982 |
| Кристл находит Блэйка и отвозит его в больницу. Ник Тосканни исчезает без следа. Сесил также находится в больнице. Полицейские продолжают поиски ребёнка. Алексис собирается выйти за Сесила прямо в больнице. Блэйку объявляет награду за информацию о малыше. Кроме того, Алексис рассказывает всем об их с Блэйком сыне, Адаме, который также был похищен, когда он был ребенком. Тем временем, в штате Монтана, Майклу Торрэнсу умирающая бабушка говорит, что он и есть — Адам Кэррингтон.                                               |    |                                                   |                             |                                 |                  |
| 39 | 2  | «The Roof / Крыша»                                | Гвен Арнер                  | Эдвард Дэ Бласио и Джеффри Лейн | 6 октября 1982   |
| Майкл едет в Денвер. Алексис и Сесил планируют свадьбу в больнице. Клаудия исчезает, и Блэйк подозревает её в похищении ребенка. Разыгрывается драма на крыше высокого здания. Клаудия держит ребёнка в руках и отказывается отдавать его: она думает что это Линдси. |    |                                                   |                             |                                 |                  |
| 40 | 3  | «The Wedding / Свадьба»                           | Ирвинг Джей Мур             | Джеффри Лейн                    | 20 октября 1982  |
| Малыша находят вместе с похитителем — Альфредом Граймсом, отцом Роджера Граймса. Фэллон увольняет Сьюзан и начинает искать работу. Клаудия уезжает на лечение в санаторий. Блэйк назначает её управляющей его гостиницы «Мираж». Девушка знакомится с Майком, не подозревая, что они могут быть братом и сестрой. Майкл встречается с Блэйком. Сесил и Алексис женятся в больнице, но Сесил умирает через несколько минут после церемонии. |    |                                                   |                             |                                 |                  |
| 41 | 4  | «The Will / Завещание»                            | Гвен Арнер                  | Кэтрин Кокер                    | 27 октября 1982  |
| Сесил умирает и оставляет своё состояние и компанию Джеффу и Алексис. Он также признаётся, что он и был Райнвудом. Блэйк подозревает, что Алексис была участницей его плана. Майкл встречается с Алексис и показывает ей серебряный браслет, который был у него, когда он был похищен — женщина понимает, что перед ним её сын Адам. |    |                                                   |                             |                                 |                  |
| 42 | 5  | «The Siblings / Родственники»                     | Ирвинг Джей Мур             | Дэниэл Кинг Бентон              | 3 ноября 1982    |
| Алексис даёт Адаму работу в компании. Блэйка одолевают сомнения — возможно, Майкл действительно его сын Адам. Между тем, Адам и Фэллон продолжают флиртовать друг с другом, не подозревая, что они брат и сестра. Обед Адама с Блэйком и Кристл заканчивается ссорой. Тем временем, Алексис находит первого мужа Кристл, Марка Дженнингса и привозит его в Денвер. |    |                                                   |                             |                                 |                  |
| 43 | 6  | «Mark / Марк»                                     | Филип Ликок                 | Эдвард Дэ Бласио и Филип Ликок  | 10 ноября 1982   |
| Блэйк пытается наладить отношения с Адамом. Алексис рассказывает Марку, что он всё ещё женат на Кристл. Джефф начинает работать у Алексис, а Марк пытается получить место тренера по теннису в «Мираж». Адаму не нравится, что Джефф начал работать в «КолбиКо». Дворецкий Джозеф собирается уехать к дочери Кирби во Францию, а Блэйк приглашает девушку в Денвер. |    |                                                   |                             |                                 |                  |
| 44 | 7  | «Kirby / Кирби»                                   | Ирвинг Джей Мур             | Эдвард Дэ Бласио                | 17 ноября 1982   |
| Кирби приезжает в особняк к Кэррингтонам. Марк наконец устраивает работать в гостинице. Блэйк пытается получить помощь от конгрессмена Нила МакВэйна. Между Джеффом и Адамом. Тогда Адам решает отравить его химикатами. |    |                                                   |                             |                                 |                  |
| 45 | 8  | «La Mirage / Мираж»                               | Ирвинг Джей Мур             | Стивен Блэк и Генри Стерн       | 27 октября 1982  |
| Фэллон получает письмо от Стивена, из которого узнаёт, что брат находится на нефтяной платформе в Яванском море в Индонезии. Адам подмешивает ядовитый состав в краску для нового офиса Джеффа. Фэллон нанимает Кирби в качестве няни для малыша Блэйка и устраивает большую вечеринку по случаю открытия отеля. Алексис спит с MакВэйном и пытается отговорить его помогать Блэйку. Марк сообщает Кристл, что они всё ещё женаты. Фэллон нравится Марк. Спасая Кирби от Адама, Джефф понимает, что заинтересовался девушкой, и они целуются. |    |                                                   |                             |                                 |                  |
| 46 | 9  | «Acapulco / Акапулько»                            | Филип Ликок                 | Ли Маркус                       | 1 декабря 1982   |
| Джефф начинает чувствовать на себе действие химикатов. Джозеф говорит Кирби, чтобы девушку держаться подальше от Джеффа. Кристл едет в Акапулько чтобы выяснить, почему она всё ещё замужем за Марком. На нефтяной платформе, где работал Стивен, происходит взрыв. |    |                                                   |                             |                                 |                  |
| 47 | 10 | «The Locket / Медальон»                           | Джером Куртлэнд             | Дик Нельсон                     | 8 декабря 1982   |
| Стивен считается погибшим, и Блэйк отправляется на поиски сына. Отец Сэмми Джо приезжает к Кэррингтонам, чтобы забрать долю дочери от наследства Стивена. Джозеф приезжает к Джеффу в офис и предупреждает молодого мужчину, чтобы тот держался подальше от Кирби. Под воздействием химикатов, Джефф подаётся агрессии и нападает на Джозефа. Марк пытается наладить отношения с Кристл. |    |                                                   |                             |                                 |                  |
| 48 | 11 | «The Search / Поиски»                             | Альф Кхелин                 | Эдвард Дэ Бласио                | 15 декабря 1982  |
| Алексис и Блэйк продолжают поиски Стивена вместе с Дэном Кэссиди, который работал на буровой вышке — всё говорит о явной гибели юноши. Блэйк отказывается верить этому, и нанимает экстрасенса, Джейсона Деннера, чтобы помочь. Джеффу становится плохо, а Адам насилует Кирби. |    |                                                   |                             |                                 |                  |
| 49 | 12 | «Samantha / Саманта»                              | Боб Суини                   | Эдвард Дэ Бласио                | 29 декабря 1982  |
| Блэйк пытается смириться со смертью Стивена. Марк и Алексис целуются. Kристл и Фэллон наконец подружились. Сэмми Джо возвращается в особняк Кэррингтонов со своим сыном от Стивена, Дэнни. |    |                                                   |                             |                                 |                  |
| 50 | 13 | «Danny / Дэнни»                                   | Альф Кхелин                 | Дик Нельсон                     | 5 января 1983    |
| Стивен приходит в себя в больнице в Сингапуре — доктор сообщает ему, что он был найден в Яванском море, и что его лицо было полностью сожжено, и юноше сделали пластическую операцию. Алексис проводит ночь с Марком. Сэмми Джо собирается вернуться в дом Блэйка и Кристл, но затем решает оставить Дэнни и уехать в Нью-Йорк, чтобы работать моделью. |    |                                                   |                             |                                 |                  |
| 51 | 14 | «Madness / Сумасшествие»                          | Ирвинг Джей Мур             | Стивен Кэндэл                   | 12 января 1983   |
| Алексис пытается подкупить Сэмми Джо, чтобы получить опеку над Дэнни. Джефф нападает на Фэллон и пытается задушить её, но Марк спасает девушку. Адам рассказывает Алексис, что травит Джеффа. Алексис не нравится это и приказывает сыну остановиться, однако Адам угрожает, что всем расскажет, будто бы это она пыталась отравить мужчину. |    |                                                   |                             |                                 |                  |
| 52 | 15 | «Two Flights To Haiti / Два полёта на Гаити»      | Джером Куртлэнд             | Эдвард Дэ Бласио                | 26 января 1983   |
| Джефф передает доли акций «Денвер-Кэррингтон» своего сына в «КолбиКо», что даёт Алексис право голоса. Адам обещает удалить ядовитую краску из офиса Джеффа. Фэллон разводится с Джеффом и едет на Гаити. Марк следует за ней, чтобы поддержать девушку. Адам предлагает Кирби работу. Джефф теряет сознание на теннисном корте и его везут в больницу. Алексис волнуется о нем и о том, чтобы не всплыла история с химикатами. |    |                                                   |                             |                                 |                  |
| 53 | 16 | «The Mirror / Зеркало»                            | Филип Ликок                 | Эдвард Дэ Бласио                | 4 февраля 1983   |
| Алексис хочет завладеть «Денвер-Кэррингтон» и планирует слияние с «КолбиКо». Доктора следы отравления в крови Джеффа. Кирби принимает предложение Адама о работе. Алексис отправляет Джеффа на лечение в Швейцарию. |    |                                                   |                             |                                 |                  |
| 54 | 17 | «Battle Lines / Линия фронта»                     | Джером Куртлэнд             | Эдвард Дэ Бласио                | 16 февраля 1983  |
| Блэйк и его поверенный, адвокат Эндрю Лэрд, пытаются помешать осуществлению планов Алексис. Кирби решает отказаться от предложения Адама. Фэллон и Марк возвращаются домой с Гаити, и Kристл узнаёт, что они любовники. Дэн Кэссиди узнаёт, что о Стивен жив и говорит об этом Блэйку. |    |                                                   |                             |                                 |                  |
| 55 | 18 | «Reunions In Singapore / Две встречи в Сингапуре» | Гвен Арнер                  | Эдвард Дэ Бласио                | 16 февраля 1983  |
| Алексис всё ещё является угрозой для Блэйка и его компании. Адам снова пытается изнасиловать Кирби, но Джефф вовремя приходит на помощь. Блэйк мчится в Сингапур и находит Стивена, где юноша говорит, что он не хочет иметь ничего общего со своей семьёй, но передумывает когда узнаёт, что у него есть сын. |    |                                                   |                             |                                 |                  |
| 56 | 19 | «Fathers & Sons / Отцы и дети»                    | Джером Куртлэнд             | Эдвард Дэ Бласио                | 2 марта 1983     |
| Стивен возвращается домой, где его встречают тёплые объятия всех близких. Он также встречает впервые своего сына. Джефф и Кирби женятся. Алексис сообщает Стивену, что Сэмми Джо фактически продала Дэнни Блэйку перед своим отъездом. |    |                                                   |                             |                                 |                  |
| 57 | 20 | «The Downstairs Bride / Невеста на лестнице»      | Филип Ликок                 | Эдвард Дэ Бласио                | 16 9 марта 1983  |
| Джозеф против брака дочери с Джеффом. Алексис уговаривает Стивена начать работать с ней и Адамом в «КолбиКо». Между юношей и Блэйком вновь происходит ссора из-за гомосексуальности Стивена. Стивен хочет найти Сэмми Джо. Алексис пытается отговорить МакВэйна помогает Блэйку и решает найти компромат на него. |    |                                                   |                             |                                 |                  |
| 58 | 21 | «The Vote / Голосование»                          | Глинн Турман                | Эдвард Дэ Бласио                | 16 марта 1983    |
| Алексис проводит встречу с членами правления «Денвер-Кэррингтон». МакВэйн помогает Блэйку, и Алексис сообщают в прессу некоторые сочные сплетни о MакВэйне. Стивен хочет развестись с Сэмми Джо. Kристл пытается установить мир между Стивеном и Блэйком. Стивен принимает предложение Алексис и присоединяется к «КолбиКо». Блэйк угрожает Алексис и говорит, что она никогда не добьётся слияния компаний. Алексис узнает о связи Марка и Фэллон.                                                                                           |    |                                                   |                             |                                 |                  |
| 59 | 22 | «The Dinner / Ужин»                               | Филип Ликок                 | Эдвард Дэ Бласио                | 30 марта 1983    |
| Новости из газеты вредят репутации МакВэйна, подозревающего, что это дело рук Блэйка. Адам пробует подружиться со Стивеном, но Стивен. Кирби плохо себя чувствует. Алексис разыгрывает сцену, будто она спит с Марком в тот момент, когда приходит Фэллон. Kристл утомлена попытками помирить Блэйка и Стивена. |    |                                                   |                             |                                 |                  |
| 60 | 23 | «The Threat / Опасность»                          | Ирвинг Джей Мур и Боб Суини | Эдвард Дэ Бласио                | 13 апреля 1983   |
| МакВэйн узнаёт, что Алексис причастна к скандалу в СМИ и пытается убить её, но Блэйк спасает женщину. Однако МакВэйн клянется, что он всё же убьёт Алексис. Крис сообщает Стивену, что он тоже гей. Между молодыми людьми возникает притяжение. Марк пытается помириться с Фэллон. Кирби узнает, что беременна. Между Алексис и Кристл происходит драка, закончившаяся в садовом пруду. Из-за этого между Блэйком и Кристл происходит ссора, и женщина собирается уйти от мужа.                                                               |    |                                                   |                             |                                 |                  |
| 61 | 24 | «The Cabin / Хижина»                              | Ирвинг Джей Мур             | Эдвард Дэ Бласио                | 20 апреля 1983   |
| Кристл переезжает жить в «Мираж», ожидая развода с Марком. Кирби узнаёт, что Адам — отец её ребёнка. Фэллон подозревает, что это её брат отравил Джеффа. Алексис шантажирует Джозефа информацией о его жене, которую женщина готова открыть Кирби. Блэйк хочет бороться за опеку над Дэнни. Алексис заманивает Kристл в хижину, где Алексис предлагает женщине деньги за то, чтобы та уехала из Денвера. Между тем, кто-то запирает дверь, а затем начинается пожар…                                                                          |    |                                                   |                             |                                 |                  |

## Рейтинги
По результатам года, шоу заняло пятую строчку в Топ-20 самых рейтинговых шоу с общим показателем 18,6 миллиона зрителей.

## Выход на DVD
Третий сезон сериала был выпущен в виде двух бокс-сетов — 17 июня и 21 октября 2008 года. Каждый бокс-сет состоял из 3-х дисков, на которых разместились 24 эпизода общей продолжительностью 1080 минут. Какие-либо дополнительные материалы отсутствуют. Кроме оригинальной дорожки и английских субтитров, у эпизодов есть испанская аудиодорожка и испанские субтитры.